# Willie Toweel
Pour les articles homonymes, voir Toweel.
Willie Toweel né le 6 avril 1934 à Benoni et mort le 25 décembre 2017 est un boxeur sud-africain.

## Biographie
Willie Toweel participe aux Jeux olympiques d'été de 1952 en combattant dans la catégorie des poids mouches et remporte la médaille de bronze.

## Palmarès

### Jeux olympiques
- Médaille de bronze en -51 kg en 1952 à Helsinki,  Finlande